# Pierre Vachon
Pierre Vachon (* 3. Juni 1738 in Avignon; † 7. Oktober 1803 in Berlin) war ein französischer Geiger und Komponist.

## Leben und Wirken
Pierre Vachon kam etwa zwanzigjährig nach Paris, wo er Geigenunterricht bei Carlo Chiabrano nahm. Im Dezember 1756 führte er erfolgreich zwei eigene Violinkonzerte beim Concert spirituel auf, und in den Jahren bis 1759 folgten 10 weitere Konzerte. In den 1760er Jahren war Pierre Vachon erster Geiger im Orchester des Prinzen Conti. Während der Jahre 1772 bis 1778 lebte er konzertierend in London. Von 1785 bis 1798 war er Konzertmeister der Berliner Hofkapelle. Fünf Jahre nach seiner Pensionierung starb er im Alter von 72 Jahren in Berlin.
Seine Violinkonzerte entsprechen den Vorbildern der Werke Pierre Gaviniès, mit bogentechnischen Elementen Giuseppe Tartinis. Für die Entwicklung des Streichquartetts gilt Vachon als einer der innovativen französischen Komponisten des 18. Jahrhunderts. Er schuf mehr als 30 Werke dieser Gattung. Daneben schrieb er andere Kammermusikwerke (Sonaten, Duos und Trios) und sechs Bühnenwerke, die in den Jahren 1765 bis 1774 in Paris und Fontainebleau uraufgeführt wurden („Renaud d’Ast“, „Esope a Cythere“, „Les femmes et le secret“ oder „Sara“), diese gerieten allerdings früh in Vergessenheit. Seine sechs Sinfonien Op. 2, zeigen neben französischen Elementen, sowohl italienische als auch Mannheimer Einflüsse.